# Conkeror
Conkeror è un browser libero basato su XULRunner. Si caratterizza per la navigazione a tastiera ispirata agli editor di testo come Emacs e vi.
Sviluppato originariamente da Shawn Betts, autore di Ratpoison, come estensione Mozilla, il software è licenziato sotto GNU GPL, GNU LGPL e MPL.